# Thrypticomyia tinianensis
Thrypticomyia tinianensis là một loài ruồi trong họ Limoniidae. Chúng phân bố ở miền Australasia.